# Écueil
Écueil ist eine französische Gemeinde mit 349 Einwohnern (Stand: 1. Januar 2022) im Département Marne in der Region Grand Est (vor 2016 Champagne-Ardenne). Die Gemeinde gehört zum Arrondissement Reims und zum Kanton Fismes-Montagne de Reims.

## Geographie
Écueil liegt etwa zehn Kilometer südsüdwestlich vom Stadtzentrum von Reims. Umgeben wird Écueil von den Nachbargemeinden Sacy im Norden, Bezannes im Nordosten, Villers-aux-Nœuds im Osten und Nordosten, Chamery im Süden und Südosten, Nanteuil-la-Forêt im Süden, Pourcy im Südwesten sowie Marfaux im Westen und Südwesten.

## Bevölkerungsentwicklung
| Jahr                       | 1962 | 1968 | 1975 | 1982 | 1990 | 1999 | 2006 | 2018 |
| Einwohner                  | 304  | 288  | 290  | 300  | 362  | 365  | 323  | 304  |
| Quellen: Cassini und INSEE |      |      |      |      |      |      |      |      |

## Sehenswürdigkeiten

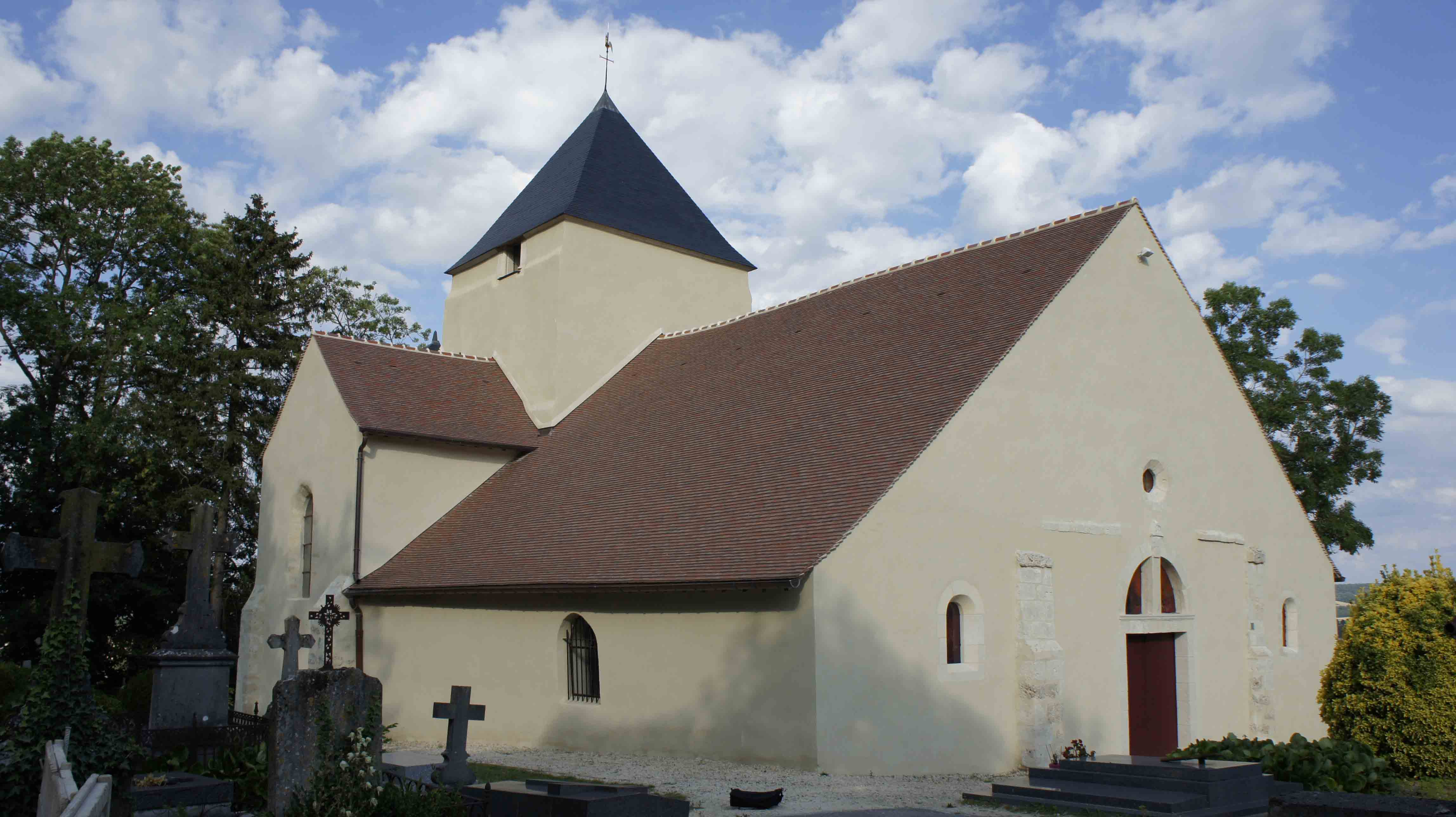
Kirche Saint-Crispin-et-Saint-Crespinien

- Kirche Saint-Crépin-et-Saint-Crépinien

## Persönlichkeiten
- Claude Godbillon (1937–1990), Mathematiker